# Hinrich Braren
Hinrich Braren (født 1. september 1751 i Oldsum på Før, død 4. august 1826 i Tønning) var en dansk-nordfrisisk kaptajn. Han oprettede den første navigationsskole i Sønderjylland / Slesvig.
Braren blev født 1751 som søn af en kendt hvalfangstkommandør på friserøen Før. Allerede som tolvårig tog han med sin far på Grønlandsfart. I 1780 skiftede han til handelssøfart. Fra 1786 virkede han for den Kongelige Grønlandske Handel og gik bl.a. på sælfangst. Inspireret af rejsen til Grønland bosatte Braren sig 1792 som privat navigeringslærer på Før. To år senere blev han havnefoged i øens hovedby Vyk. 1796 fik han koncessionen for oprettelsen af den første statslige navigationsskole. Tre år senere flyttede han til Tønning, hvor navigationsskolen fik til huse i byens Skipperhus.